# Яблонський Валентин Андрійович
Валентин Андрійович Яблонський (8 грудня 1930 с. Вербень Демидівського району Рівненської обл — 30 грудня 2022, Київ) — громадський діяч, народний депутат України ІІ скликання, український учений у галузі освіти, історії, ветеринарної медицини. Доктор біологічних наук, професор, заслужений діяч науки і техніки України (1991), член-кореспондент Національної академії аграрних наук України. Академік-засновник Академії наук вищої школи України (1992). Батько Оксани Яблонської.

## Життєпис
Народився у с. Вербень Демидівського району Рівненської обл. у родині священника.
- 1953 — Закінчив Львівський ветеринарний інститут,
- 1953—1959 — працював головним ветеринарним лікарем Магерівського району Львівської обл.,
- 1959—1962 — навчався в аспірантурі НДІ землеробства і тваринництва західних районів України,
- 1962—1967 — працював заступником директора з наукової роботи Передкарпатської сільськогосподарської дослідної станції,
- 1968—1972 — доцент, завідувач кафедри ветеринарії Кабардино-Балкарського університету,
- 1972—1973 — завідувач кафедри фізіології і біохімії, декан зооінженерного факультету,
- 1974—1994 — проректор з наукової роботи та завідувач кафедри ветеринарного акушерства Кам'янець-Подільського сільськогосподарського інституту . Доктор біологічних наук (1971), професор (1973).
- 1994—1998 — народний депутат України ІІ скликання, голова підкомітету з науки та технологій Комітету Верховної Ради України з питань науки і освіти, член Парламентської асамблеї Ради Європи.
- 1998 — професор Національного університету біоресурсів і природокористування.

Помер 30 грудня 2022 року у Києві.

## Наукова діяльність
Головні напрями досліджень:
- історія Волині;
- українсько-польські стосунки;
- історія УПА;
- історія України;
- історія Церкви;
- історія та організація вищої освіти в Україні та за рубежем;
- проблеми педагогіки вищої школи;
- наукознавство, методологія і методи наукових досліджень;
- фізіологія, патологія та імунологія відтворення тварин.

Створив наукову школу з імунології репродукції тварин. Створив проблемну лабораторію з імунології репродукції.
Автор понад 300 наукових праць, із них — 2 довідники, 11 навчальних посібників, підручники, 7 монографій, біля 900 рефератів у РЖ «Биология», серія «Физиология человека и животных», понад 150 статей у ЗМІ, зокрема:
- «Вища освіта України на рубежі тисячоліть» (1998);
- «Наукознавство» (2001);
- «Біотехнологія відтворення тварин» (2005) — перший український підручник для вишів (головний редактор та основний автор, 3 видання));
- автор нормативної дисципліни «Методологія і методи наукових досліджень у тваринництві та ветеринарній медицині» для ОС «Магістр»;
- автобіографічна повість «Сімдесятп'ята зима» (2005);
- «Нерозставлені акценти» (2010);
- «Епікриз» (2015);
- «Нескорена Волинь» (2017).

Член Народного Руху України, народний депутат України, член Ради Європи, співавтор Європейської Конвенції з біоетики («Про захист людини від невмілого застосування досягнень науки та біотехнології», 1998).
За 55 років роботи в науці та вищій освіті вніс свій вклад у підготовку та підвищення кваліфікації біля 15 тисяч фахівців, Підготував 5 докторів та 25 кандидатів наук.
Член Міжнародного товариства імунологів та Міжнародної асоціації ветеринарної освіти, її віце-президент з 1990 р. по 1998 р., учасник багатьох міжнародних симпозіумів та конгресів з імунології репродукції людини та тварин, Член-кореспондент Української академії аграрних наук (1995). Заслужений діяч науки і техніки України (1992).
Академік-секретар аграрного відділення АН ВШ України та член Президії АН ВШ України з 2004 р.

## Нагороди
- Лауреат Нагороди Ярослава Мудрого АН ВШ України (2005).
- Медаль імені Івана Мазепи (2018)